# Марк Шейфеле
Марк Шейфеле (англ. Mark Scheifele; 15 березня 1993, м. Кітченер, Канада) — канадський хокеїст, центральний нападник. Виступає за «Вінніпег Джетс» в НХЛ.
Вихованець хокейної школи Кітченер М.Х.А. Виступав за «Беррі Колтс» (ОХЛ).
В чемпіонатах НХЛ — 686 матчів (256+360).
У складі молодіжної збірної Канади учасник чемпіонату світу 2012. У складі юніорської збірної Канади учасник чемпіонату світу 2011.
Досягнення
- Бронзовий призер молодіжного чемпіонату світу (2012).
- Чемпіон світу — 2016.